# Иванов, Пётр Николаевич
Пётр Николаевич Иванов (1914—1976) — слесарь-сборщик завода «Большевик» Ленинградского совнархоза. Герой Социалистического Труда.

## Биография

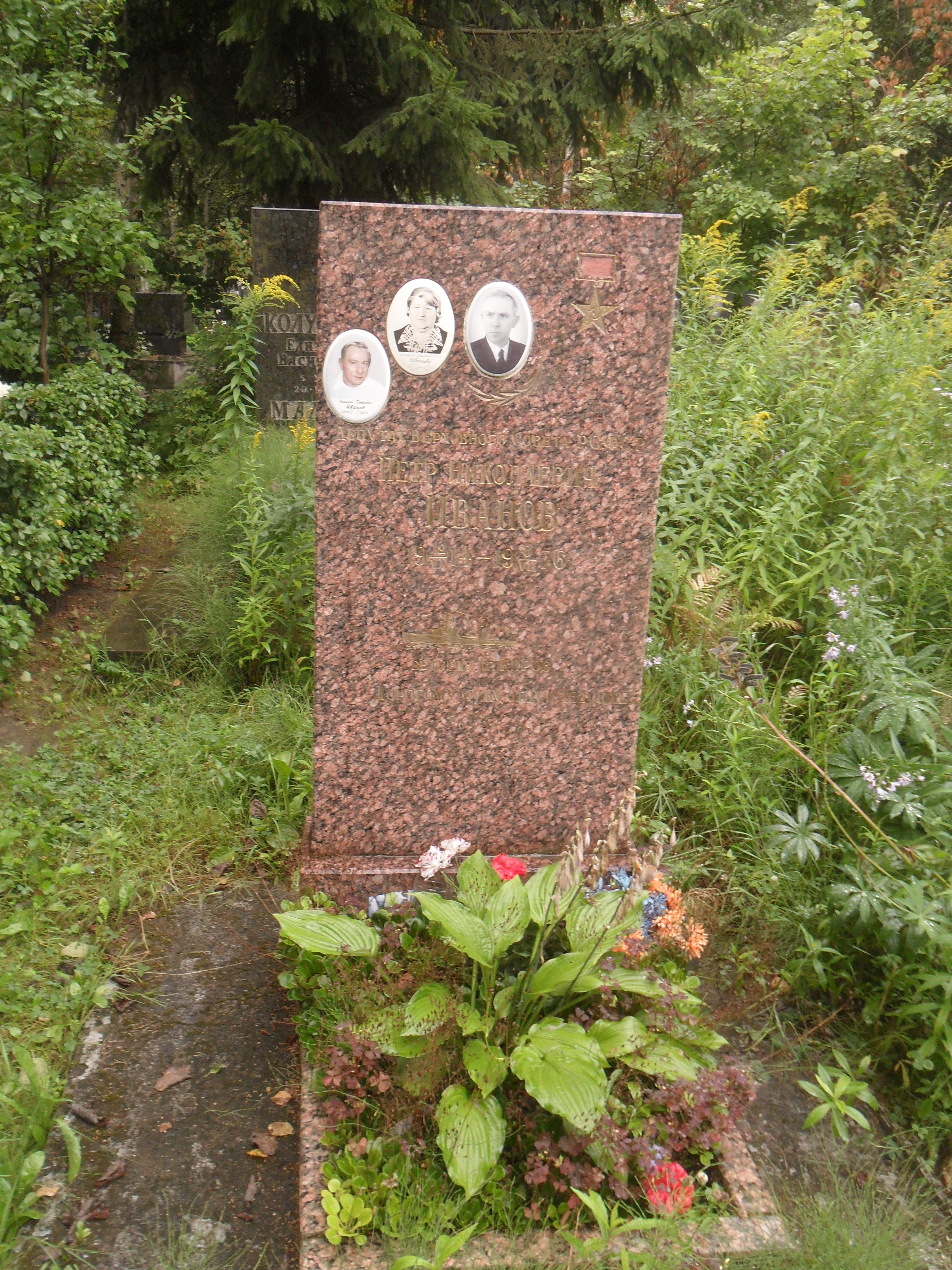
Могила Иванова на кладбище Памяти жертв 9 января в Санкт-Петербурге.

Родился в семье потомственных рабочих. Русский. Окончив школу, продолжил семейную традицию. В 1931 году окончил школу фабрично-заводского ученичества и пришёл работать на завод «Большевик», бывший Обуховский завод, на котором работали и дед, и отец. За короткое время овладел профессией слесаря.
В 1936 году был призван на срочную службу на флот. Службу проходил на Краснознамённом Балтийском флоте, на крейсере «Киров». Участник Великой Отечественной войны, воевал на Северном флоте. В 1946 году был демобилизован.
Вернулся в родной город. Снова пришёл в механосборочный цех, где трудился до войны. Спустя несколько лет возглавил бригаду слесарей-сборщиков. Член КПСС с 1958 года. С 1954 года завод «Большевик» входил в состав ракетной промышленности. На заводе производились комплектующие детали для первой межконтинентальной баллистической ракеты Р-7.
Активно участвовал в общественной жизни. Был членом парткома завода, членом Ленинградского городского комитета КПСС, депутатом Верховного Совета РСФСР, делегатом XXII съезда КПСС. До последних дней жизни оставался на своём рабочем месте.

## Награды
Указом Президиума Верховного Совета СССР от 17 июня 1961 года за выдающиеся заслуги в создании образцов ракетной техники и обеспечении успешного полёта человека в космического пространство Иванову Петру Николаевичу присвоено звание Героя Социалистического Труда с вручением ордена Ленина и золотой медали «Серп и Молот».
Награждён орденом Ленина, медалями.